# Флаг Чистопольского района
Флаг Чистопольского муниципального района Республики Татарстан Российской Федерации — опознавательно-правовой знак, служащий официальным символом муниципального образования.

## Описание
«Флаг Чистопольского района представляет собой прямоугольное полотнище с соотношением ширины к длине 2:3, разделённое на три неравных горизонтальных полосы — голубую, белую и зелёную (в соотношении 9 : 2 : 9) и несущее в центре жёлтое изображение хлебной меры — четверика».

## Обоснование символики
За основу флага Чистопольского муниципального района взят исторический герб уездного города Чистополь Казанской губернии утверждённый 18 (29) октября 1781 года, подлинное описание которого гласит:

«Въ верхней части щита гербъ Казанскій. Въ нижней — золотой, клейменый четверикъ въ зеленомъ полѣ, въ знакъ того, что въ семъ новомъ городе производится великій торгъ всякимъ хлѣбомъ».

Районный центр город Чистополь получил своё наименование в 1781 году, когда село Чистое Поле (Архангельская слобода) основанное в начале XVIII века, получило статус уездного города Казанского наместничества (с 1796 года — губернии).
Центральная фигура флага района (хлебная мера для продажи зерна) символически отражает его историческое наследие, которое связано с общегосударственным значением Чистополя в хлебной торговле. Клеймо в виде двуглавого орла символизировало государственную важность поставок зерна, честность и неподкупность. Жёлтый цвет (золото) — символ урожая, богатства, стабильности, уважения и интеллекта.
Цветовая гамма флаг символизирует уникальные природные богатства района, на территории которого расположен Государственный природный комплексный заказник «Чистые луга». Зелёная часть символически отражает название района — Чистопольский. Зелёный цвет — символ весны, здоровья, природы, плодородия.
Мелкие реки изображены серебряной полосой. Белый цвет (серебро) — символизирует ясность, открытость, примирение, невинность. Главное природное достояние района — река Кама — символически отображена на флаге голубым цветом. Голубой цвет — символ возвышенных устремлений, чести, славы, преданности, бессмертия.